# ミリアルリゾートホテルズ
株式会社ミリアルリゾートホテルズ（英称:Milial Resort Hotels Co., Ltd.）とは、千葉県浦安市舞浜にあるホテル運営会社である。オリエンタルランドグループの企業が所有または所有・経営するホテルの経営・運営、または運営に関する業務を担っている企業である。オリエンタルランドグループの100%出資子会社であり、京成グループの企業でもある。京成カード加盟店。
ミリアルリゾートホテルズは、OLCが所有している「ディズニーアンバサダーホテル」、「東京ディズニーシー・ホテルミラコスタ」、「東京ディズニーランドホテル」の経営・運営を受託している。

## 社名由来
「ミリアル（milial）」とは、「ファミリー（family）」（家族）と「メモリアル（memorial）」（記念品、記念日）を合わせた造語である。
OLCグループで多用されている英字3文字の略称が旧社名と英字略称が同じ（MRH）であり、社名変更に於ける影響が小さいのも決定理由の一つと言われている。

## 沿革
- 1996年（平成8年）6月12日 - 株式会社舞浜リゾートホテルズ（MRH）として設立
- 2000年（平成12年）7月7日 - ディズニーアンバサダーホテル開業
- 2001年（平成13年）9月4日 - 東京ディズニーシー・ホテルミラコスタ開業
- 2005年（平成17年）2月25日 - パーム&ファウンテンテラスホテル開業
- 2006年（平成18年）7月1日 - 設立10周年を機に「株式会社ミリアルリゾートホテルズ」に商号変更。同社公式ウェブサイトを公開（これ以前は各ホテルのサイトのみが存在した）。
- 2008年（平成20年）7月8日 - 東京ディズニーランドホテル開業
- 2013年（平成25年）2月26日 - 千葉県や京都府、大阪府に4ホテルを所有するブライトンコーポレーション（千葉県浦安市）を、ブライトンホテルズの親会社である長谷工コーポレーションから2013年3月29日付で全株式を取得し買収すると発表[2]。
- 2013年（平成25年）5月30日 - TDRの直営3ホテルにおいて、表記とは異なる食材を利用したメニューが、レストランやルームサービスで少なくとも計1,400食提供されていたことをWeb上で発表。該当するメニューを食べたゲストには1,000円を返金する措置がとられる。その後、発表したお詫び文書はほぼ一カ月となる7月1日にはサイト上から除去される[3]。広報担当者によると、情報が行き渡り、問い合わせも減少にあるためという[3]。
- 2014年（平成26年）4月1日 - パーム&ファウンテンテラスホテルの運営をブライトンホテルズに変更。
- 2018年（平成30年）8月21日 - 東急不動産並びにNTT都市開発との合弁会社運営による「ハイアット リージェンシー 瀬良垣アイランド 沖縄」を沖縄県国頭郡恩納村に開業[4]。